# Model input-output
El model input-output és un model econòmic desenvolupat per Wassily Leontief (1905-1999) pel qual va obtenir el Premi Nobel d'Economia l'any 1973. Sovint és denominat com a model de Leontief. El propòsit fonamental del model IO és analitzar la interdependència d'indústries en una economia. El model ve a mostrar com les sortides d'una indústria (outputs) són les entrades d'una altra (inputs), mostrant una interrelació entre elles. En l'actualitat és un dels models econòmics més emprats en economia.

## Història
A pesar que s'acrediti la teoria a Leontief el procediment va ser descrit en 1758 per l'economista francès François Quesnay que va desenvolupar una versió més rudimentària denominada Tableau économique. L'economista Karl Marx va ser el primer a traduir l'obra de Quesnay a un sistema matricial d'equacions, en els anomenats models de reproducció simple i reproducció ampliada que apareixen en el volum II del Capital. Posteriorment un altre economista francès Léon Walras va aplicar nocions de la mecànica newtoniana a l'economia donant lloc a la seva teoria de l'equilibri generalitzat en economia. En el seu treball de 1874 va emprar un sistema de coeficients. Finalment Leontief va presentar un model de taules per a l'economia dels EUA en 1919 i 1929 fixant l'estructura metodològica empleada. En els anys cinquanta Leontief va revisar el seu treball oferint una metodologia de treball que posteriorment va divulgar en conferències i publicacions de caràcter econòmic. L'aparició de computadores electròniques va popularitzar el mètode i ja en els anys seixanta va començar a ser estudiat de forma global per diversos autors.

## Característiques
El model d'IO s'elabora a partir de dades econòmiques observades en una regió, que pot anar des d'una nació a una regió seva. Concerneix per regla general a la producció industrial agrupada en sectors. L'activitat econòmica a la regió es divideix en un nombre de segments o de sectors productius. Poden ser indústries en sentit més general (automòbils) o més específic com (indústria de pneumàtics). Cada sector agrupa activitats que tenen diferents ritmes de consum i producció de béns. Part de la producció d'un sector (Output) pot anar al consum (Input) d'un altre diferent sector dins de la regió sota estudi. Aquesta informació es recol·lecta en forma d'una taula denominada: Taula Input-Output o Taula IO. Les taules amb les seves interdependències se solen elaborar amb dades procedents d'intervals anuals. Els intercanvis de béns solen ser indicats com a vendes, compres o béns físics. Però és habitual que les unitats de mesura emprats en el model es realitzi en termes monetaris.

### Matrius IO o de Leontief
Les files de la taula representen la distribució (per sectors) d'un productor, mentre que les columnes representen els consums (per sectors) de les indústries per poder produir els seus béns. Aquesta taula intersectorial sol tenir una columna addicional denominada "demanda final" i correspon als béns emprats en el consum, inversió econòmica (pública o privada) o per l'exportació. En certes ocasions s'afegeix a la matriu altres files que representen el "valor afegit" que té en compte altres inputs no-industrials a la producció, com pot ser el treball.
L'estructura matemàtica d'un sistema input-output és la d'un sistema d'equacions lineals de n incògnites i n equacions. Sent n el nombre de sectors de la indústria. Aquesta aproximació fa que el model input-output pugui ser tractat sota el formalisme de l'àlgebra lineal en poder ser representat en matrius. Si es quantifica el valor monetari d'un sector i a un j com {\displaystyle z_{ij}}
i de la mateixa forma la demanda final d'un sector (és a dir els béns produïts que no entren de nou en el sistema productiu) com {\displaystyle Y_{i}} es té que la producció del sector i (representat per: {\displaystyle X_{i}}) seria igual en un formalisme algebraic a:
{\displaystyle {\begin{matrix}X_{i}&=&z_{i1}+z_{i2}+z_{i3}+...+z_{in}+Y_{i}\end{matrix}}}
Els termes a la dreta de l'equació representen les vendes inter-indústria del sector i, per tant la suma de tots els termes és el total de vendes del sector i les vendes a la demanda final. Aquesta equació pot entendre's com la distribució de vendes del sector i, com la distribució de sortides (outputs d'aquest sector). Si considerem l'exemple d'una economia de tres sectors productius el model podria reproduir-se com segueix:
{\displaystyle {\begin{matrix}X_{1}&=&z_{11}+z_{12}+z_{13}+Y_{1}\\X_{2}&=&z_{21}+z_{22}+z_{23}+Y_{2}\\X_{3}&=&z_{31}+z_{32}+z_{33}+Y_{3}\\X_{4}&=&z_{41}+z_{42}+z_{43}+Y_{4}\end{matrix}}}
En aquesta representació tenim agrupades en cada línia les sortides de cada sector ({\displaystyle X_{i}}). Els fluxos ({\displaystyle z_{ij}}) poden ser recol·lectats en una taula en la qual els sectors verticals són "venedors" i els horitzontals "compradors". Un exemple de taula input-output és:
| Activitats econòmiques | Inputs - agricultura | Inputs - manufactura | Inputs - transport | Demanda final | Output total |
| ---------------------- | -------------------- | -------------------- | ------------------ | ------------- | ------------ |
| Agricultura            | 5                    | 15                   | 2                  | 68            | 90           |
| Manufactura            | 10                   | 20                   | 10                 | 40            | 80           |
| Transport              | 10                   | 15                   | 5                  | 0             | 30           |
| Salaris                | 25                   | 30                   | 5                  | 0             | 60           |

En aquest exemple es considera que la demanda final és exclusivament dedicada al pagament dels treballadors, però en una taula input-output pot afegir-se igualment els consums casolans, les vendes (exportacions) o inversions de capital, salaris, etc. En el model input-output de vegades es consideren aquestes demandes finals fent que la matriu sigui considerablement major que la corresponent a les relacions inter-indústria.

### Inversa de Leontief
La funció de producció d'una indústria (que especifica la sortida en funció de les entrades) en el cas del model de Leontief les isoquantes (corbes de constant producció) corresponen a línies rectes a causa de la linearidad del procés. Emprant els denominats coeficients de Leontief, és a dir: {\displaystyle a_{ij}}, es pot manipular la matriu de transaccions com:
{\displaystyle {\begin{matrix}z_{ij}&=&a_{ij}X_{j}\end{matrix}}}
El que converteix l'ecuació en:
{\displaystyle {\begin{matrix}Z_{1}&=&a_{11}X_{1}+a_{12}X_{2}+\cdots +a_{1i}X_{i}+\cdots +a_{1n}X_{n}+Y_{1}\\Z_{2}&=&a_{21}X_{1}+a_{22}X_{2}+\cdots +a_{2i}X_{i}+\cdots +a_{2n}X_{n}+Y_{2}\\Z_{3}&=&a_{31}X_{1}+a_{32}X_{2}+\cdots +a_{3i}X_{i}+\cdots +a_{3n}X_{n}+Y_{3}\\\vdots &=&\vdots \\Z_{n}&=&a_{n1}X_{1}+a_{n2}X_{2}+\cdots +a_{ni}X_{i}+\cdots +a_{nn}X_{n}+Y_{n}\end{matrix}}}
O en notació matricial equivalent, la mateixa operació és: 
{\displaystyle {\begin{matrix}AX+Y&=&X\\(I-A)X&=&Y\\X&=&(I-A)^{-1}Y\end{matrix}}}
On a la matriu resultant de l'operació {\displaystyle (I-A)^{-1}} se la denomina la matriu inversa de Leontief.